# قلعة تاسيان
قلعة تاسيان هي قرية في مقاطعة سردشت، إيران. يقدر عدد سكانها بـ 131 نسمة بحسب إحصاء 2016.